# Bahnstrecke Rennes–Redon
| Brücke bei Saint-Senoux |                      |                                                            |                                                            |
| Lage der Strecke in Frankreich |                      |                                                            |                                                            |
| Streckennummer (SNCF): | 468000               |                                                            |                                                            |
| Kursbuchstrecke (SNCF): | 360, 373             |                                                            |                                                            |
| Streckenlänge: | 73,2 km              |                                                            |                                                            |
| Spurweite: | 1435 mm (Normalspur) |                                                            |                                                            |
| Stromsystem: | 25 kV 50 Hz ~        |                                                            |                                                            |
| Streckengeschwindigkeit: | 160 km/h             |                                                            |                                                            |
| Zweigleisigkeit: | durchgehend          |                                                            |                                                            |
| |                      |                                                            |                                                            |
| \| \| \| Bahnstrecke Paris–Brest \| \| \| \| \| Kilometrierung ab alter Bf. Paris Montparnasse \| \| \| \| \| LGV Bretagne-Pays de la Loire \| Im Bau \| \| \| \| Bahnstrecke Châteaubriant–Rennes \| \| \| \| 373,2 \| Rennes ⊙ \| Rennes ⊙ \| \| \| \| nach Brest und Bahnstrecke Rennes–Saint-Malo \| \| \| \| 377,0 \| Blosne \| Blosne \| \| \| 378,7 \| Saint-Jacques-de-la-Lande \| Saint-Jacques-de-la-Lande \| \| \| \| 2 Anschlüsse PSA Peugeot Citroën-Werk Rennes \| \| \| \| 382,0 \| Ker Lann \| Ker Lann \| \| \| 383,9 \| Bruz \| Bruz \| \| \| 385,4 \| Seiche \| Seiche \| \| \| 387,6 \| Vilaine ⊙ \| Vilaine ⊙ \| \| \| 390,7 \| Laillé \| Laillé \| \| \| 395,0 \| Guichen – Bourg-des-Comptes \| Guichen – Bourg-des-Comptes \| \| \| 396,2 \| Tunnel de la Trottinais ⊙ \| 178 m \| \| \| 399,5 \| Saint-Senoux-Pléchâtel \| Saint-Senoux-Pléchâtel \| \| \| 400,8 \| Viaduc de Cambrée (Vilaine) ⊙ \| Viaduc de Cambrée (Vilaine) ⊙ \| \| \| 403,1 \| Pléchâtel \| Pléchâtel \| \| \| \| Bahnstrecke Châteaubriant–Ploërmel nach Châteaubriant ⊙ \| \| \| \| 410,3 \| Messac – Guipry ⊙ \| Messac – Guipry ⊙ \| \| \| \| Bahnstrecke Châteaubriant–Ploërmel nach Ploërmel \| \| \| \| 417,5 \| Viaduc de Corbinières (Vilaine) ⊙ \| Viaduc de Corbinières (Vilaine) ⊙ \| \| \| 417,6 \| Tunnel de Corbinières ⊙ \| 636 m \| \| \| 421,6 \| Fougeray – Langon \| Fougeray – Langon \| \| \| 424,3 \| Viaduc de Droulin (Vilaine) ⊙ \| Regionsgrenze Bretagne/Pays de la Loire \| \| \| 425,9 \| Beslé \| Beslé \| \| \| \| über Coismo nach Saint-Vincent-des-Landes / Blain \| \| \| \| 430,4 \| Massérac \| Massérac \| \| \| 432,2 \| Don ⊙ \| Don ⊙ \| \| \| 437,0 \| Avessac \| Avessac \| \| \| 443,521 510,388 \| ⊙ Bahnstrecke Savenay–Landerneau nach Savenay (bei Nantes) \| ⊙ Bahnstrecke Savenay–Landerneau nach Savenay (bei Nantes) \| \| \| 510,8 \| Vilaine \| Regionsgrenze Pays de Loire/Bretagne \| \| \| 511,4 \| Redon ⊙ \| Redon ⊙ \| \| \| \| Bahnstrecke Savenay–Landerneau nach Landerneau (bei Brest) \| \| |                      |                                                            |                                                            |
| Strecke |                      | Bahnstrecke Paris–Brest                                    | Bahnstrecke Paris–Brest                                    |
| Strecke |                      | Kilometrierung ab alter Bf. Paris Montparnasse             | Kilometrierung ab alter Bf. Paris Montparnasse             |
| Abzweig geradeaus und ehemals von links |                      | LGV Bretagne-Pays de la Loire                              | Im Bau                                                     |
| Abzweig geradeaus und von links |                      | Bahnstrecke Châteaubriant–Rennes                           | Bahnstrecke Châteaubriant–Rennes                           |
| Bahnhof | 373,2                | Rennes ⊙                                                   | Rennes ⊙                                                   |
| Abzweig geradeaus und nach rechts |                      | nach Brest und Bahnstrecke Rennes–Saint-Malo               | nach Brest und Bahnstrecke Rennes–Saint-Malo               |
| Brücke über Wasserlauf | 377,0                | Blosne                                                     | Blosne                                                     |
| Bahnhof | 378,7                | Saint-Jacques-de-la-Lande                                  | Saint-Jacques-de-la-Lande                                  |
| Abzweig geradeaus und von links |                      | 2 Anschlüsse PSA Peugeot Citroën-Werk Rennes               | 2 Anschlüsse PSA Peugeot Citroën-Werk Rennes               |
| Bahnhof | 382,0                | Ker Lann                                                   | Ker Lann                                                   |
| Bahnhof | 383,9                | Bruz                                                       | Bruz                                                       |
| Brücke über Wasserlauf | 385,4                | Seiche                                                     | Seiche                                                     |
| Brücke über Wasserlauf | 387,6                | Vilaine ⊙                                                  | Vilaine ⊙                                                  |
| Bahnhof | 390,7                | Laillé                                                     | Laillé                                                     |
| Bahnhof | 395,0                | Guichen – Bourg-des-Comptes                                | Guichen – Bourg-des-Comptes                                |
| Tunnel | 396,2                | Tunnel de la Trottinais ⊙                                  | 178 m                                                      |
| Bahnhof | 399,5                | Saint-Senoux-Pléchâtel                                     | Saint-Senoux-Pléchâtel                                     |
| Brücke über Wasserlauf | 400,8                | Viaduc de Cambrée (Vilaine) ⊙                              | Viaduc de Cambrée (Vilaine) ⊙                              |
| Bahnhof | 403,1                | Pléchâtel                                                  | Pléchâtel                                                  |
| Abzweig geradeaus und ehemals von links |                      | Bahnstrecke Châteaubriant–Ploërmel nach Châteaubriant ⊙    | Bahnstrecke Châteaubriant–Ploërmel nach Châteaubriant ⊙    |
| Bahnhof | 410,3                | Messac – Guipry ⊙                                          | Messac – Guipry ⊙                                          |
| Abzweig geradeaus und ehemals nach rechts |                      | Bahnstrecke Châteaubriant–Ploërmel nach Ploërmel           | Bahnstrecke Châteaubriant–Ploërmel nach Ploërmel           |
| Brücke über Wasserlauf | 417,5                | Viaduc de Corbinières (Vilaine) ⊙                          | Viaduc de Corbinières (Vilaine) ⊙                          |
| Tunnel | 417,6                | Tunnel de Corbinières ⊙                                    | 636 m                                                      |
| Bahnhof | 421,6                | Fougeray – Langon                                          | Fougeray – Langon                                          |
| Brücke über Wasserlauf | 424,3                | Viaduc de Droulin (Vilaine) ⊙                              | Regionsgrenze Bretagne/Pays de la Loire                    |
| Bahnhof | 425,9                | Beslé                                                      | Beslé                                                      |
| Abzweig geradeaus, ehemals nach links und ehemals von links |                      | über Coismo nach Saint-Vincent-des-Landes / Blain          | über Coismo nach Saint-Vincent-des-Landes / Blain          |
| Bahnhof | 430,4                | Massérac                                                   | Massérac                                                   |
| Brücke über Wasserlauf | 432,2                | Don ⊙                                                      | Don ⊙                                                      |
| ehemaliger Bahnhof | 437,0                | Avessac                                                    | Avessac                                                    |
| Abzweig geradeaus, nach links und von links | 443,521 510,388      | ⊙ Bahnstrecke Savenay–Landerneau nach Savenay (bei Nantes) | ⊙ Bahnstrecke Savenay–Landerneau nach Savenay (bei Nantes) |
| Brücke über Wasserlauf | 510,8                | Vilaine                                                    | Regionsgrenze Pays de Loire/Bretagne                       |
| Bahnhof | 511,4                | Redon ⊙                                                    | Redon ⊙                                                    |
| Strecke |                      | Bahnstrecke Savenay–Landerneau nach Landerneau (bei Brest) | Bahnstrecke Savenay–Landerneau nach Landerneau (bei Brest) |

Die Bahnstrecke Rennes–Redon ist eine französische Bahnstrecke, die die Städte Rennes und Redon verbindet. Sie wurde am 26. September 1862 von der Chemins de fer de l’Ouest eröffnet und ist zwischen den Endbahnhöfen 73,2 km lang, einschließlich des gemeinsam mit der Bahnstrecke Savenay–Landerneau genutzten Endabschnittes. Bei Saint-Nicolas-de-Redon ist sie mit einem Gleisdreieck mit der Bahnstrecke Savenay–Landerneau verbunden und ermöglicht damit Fahrten (Paris–) Rennes–Vannes–Quimper und Rennes–Nantes, Züge auf letzterer Verbindung fahren an Redon vorbei.
Die Strecke verläuft weitgehend im Tal der Vilaine. Beide Endpunkte liegen im Département Ille-et-Vilaine in der Region Bretagne, sie führt zudem durch ein Stück des Departements Loire-Atlantique und damit der Region Pays de la Loire, zwischen dem Viadukt über die Vilaine bei Droulin und der Brücke über denselben Fluss bei Redon. In diesem Abschnitt liegen zwei aktive Bahnhalte in Beslé (Ortsteil von Guémené-Penfao) und Massérac, ein dritter bei Avessac ist geschlossen.
Die Strecke wurde von 1881 bis 1928 zweigleisig ausgebaut und ist seit dem 10. September 1991 elektrifiziert, seitdem wird sie vom TGV Atlantique von Paris über Rennes nach Quimper befahren.

## Geschichte

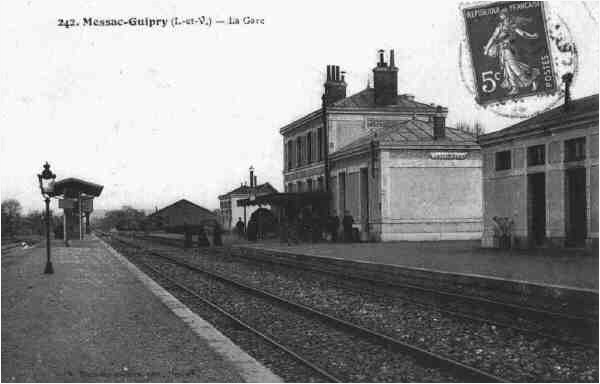
Bahnhof Messac – Guipry um 1890

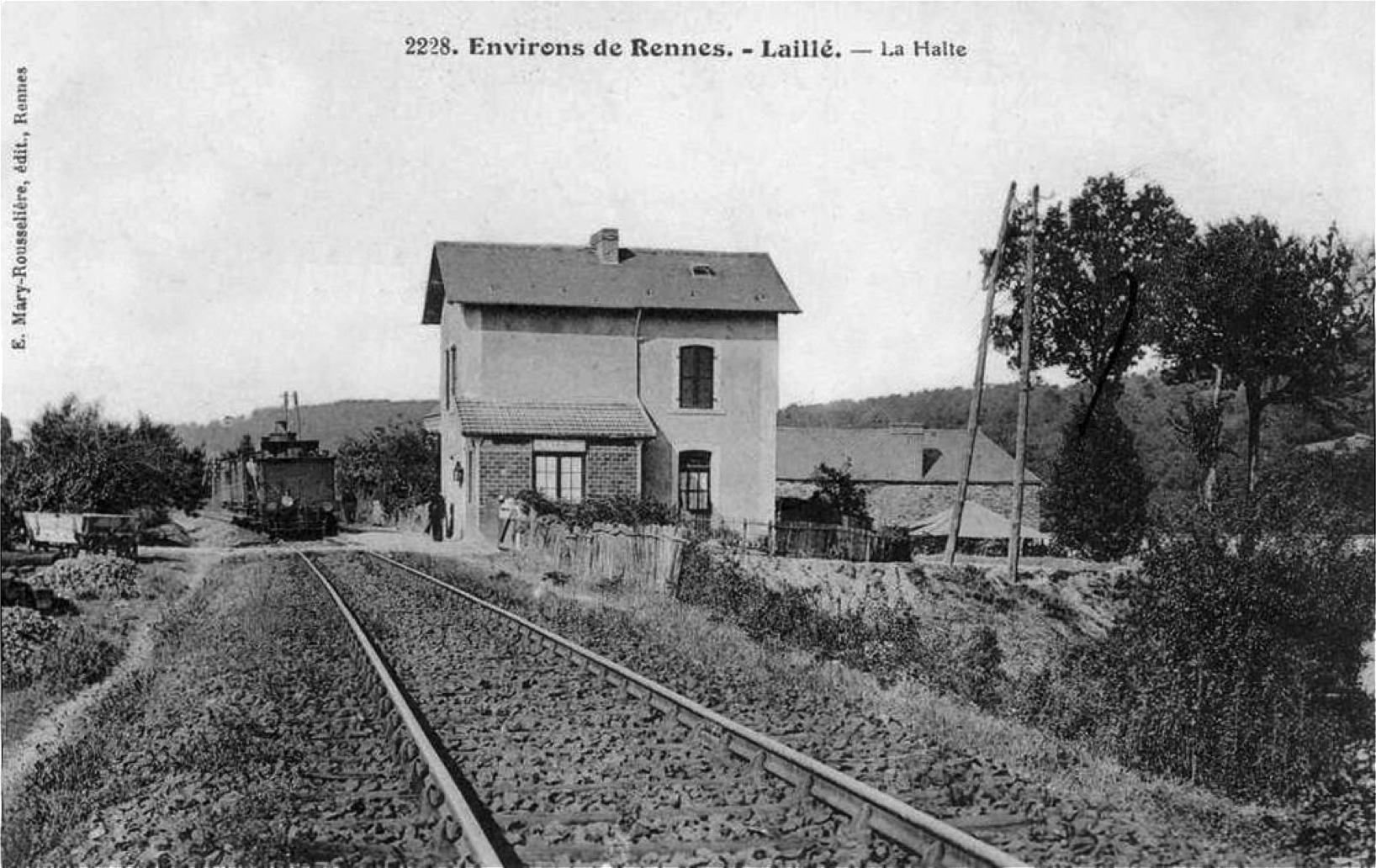
Bahnhof Laillé, Beginn 20. Jhd.

1855 wurde die Compagnie des chemins de fer de l'Ouest durch einen Zusammenschluss mehrerer Bahnen gegründet. Zum Unternehmen gehörte damit die im Bau befindliche Strecke (Paris-Montparnasse–) Le Mans–Rennes. Zusammen mit der Genehmigung der Fusion wurden Konzessionen für einige weitere Linien an die neue Gesellschaft erteilt; darunter die „Verlängerungen“ Rennes–Brest und Rennes–Redon. In Redon war ein Anschluss an die Bahnstrecke Savenay–Redon–Chateualin (seit 1867 Savenay–Redon–Landerneau) der compagnie du chemin de fer de Paris à Orléans vorgesehen, die ebenfalls 1855 konzessioniert wurde. Die Vereinbarungen wurden am 2. Februar und am 6. April unterzeichnet und am 7. April 1855 mit kaiserlichem Dekret bestätigt.
Die Strecke war eingleisig auf einem für zwei Gleisen vorgesehenen Unterbau und wurde am 21. September 1862 von der Compagnie de l'Ouest zusammen mit der Strecke Savenay–Lorient eröffnet.
Der erste Abschnitt, der auf zwei Gleise ausgebaut wurde, war Massérac–Redon 1881. Erst 1913 folgte Rennes–Bruz und 1914 Bruz–Messac. Messac–Massérac musste bis 1928 warten.
Seit 1991 ist die Strecke elektrifiziert und wird von den TGV Paris–Quimper befahren. Im Vorgriff auf die 2017 geplante Eröffnung der LGV Bretagne-Pays de la Loire 2014 und 2015 umfangreiche Bauarbeiten vorgenommen, die Strecke wird durchgängig auf das leistungsfähige Sicherungssystem Block automatique lumineux umgestellt.

## Verlauf

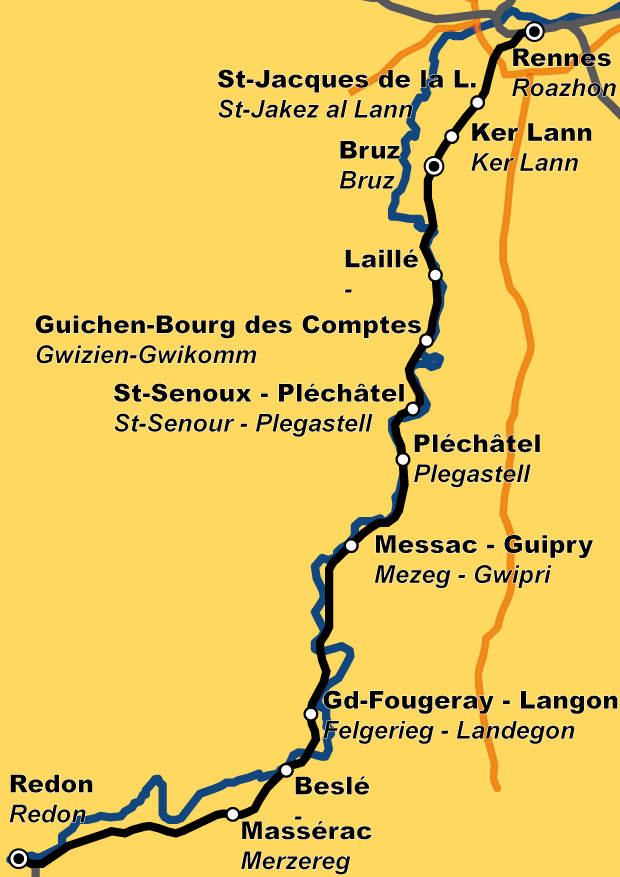
Übersicht mit französischen und bretonischen Ortsnamen

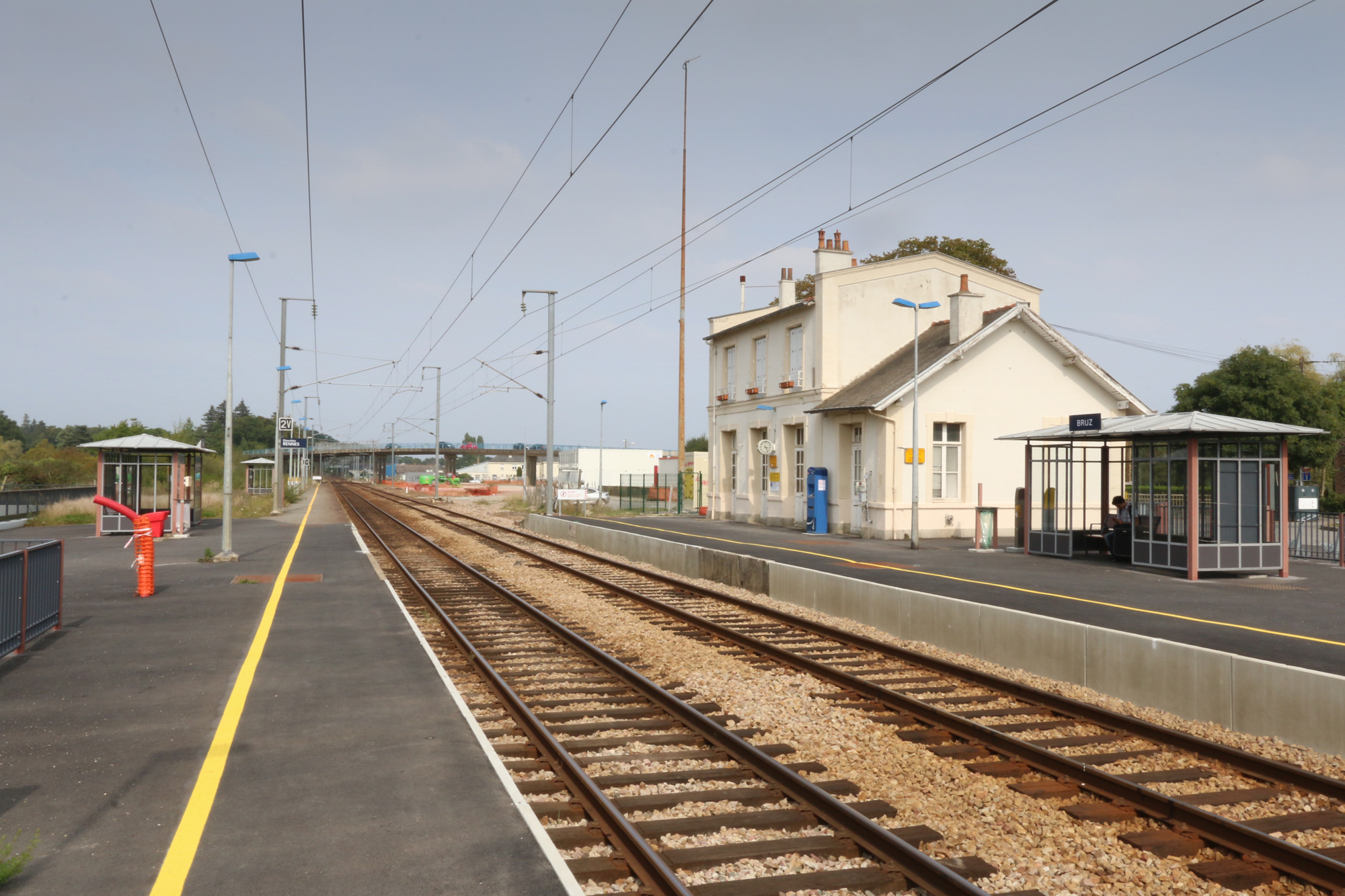
Bahnhof Bruz

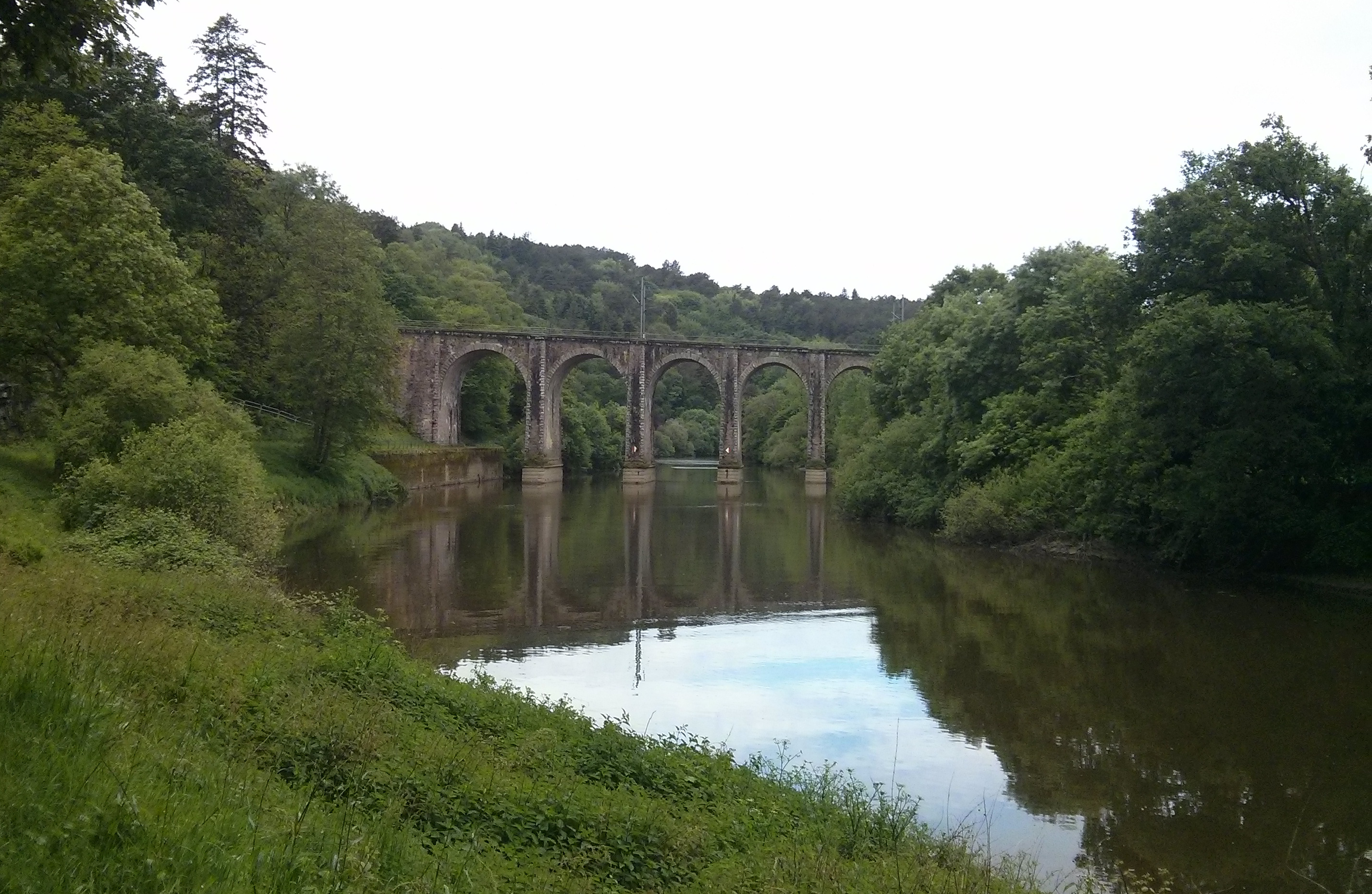
Viadukt bei Corbinières. Die Vilaine wird fünfmal gequert.

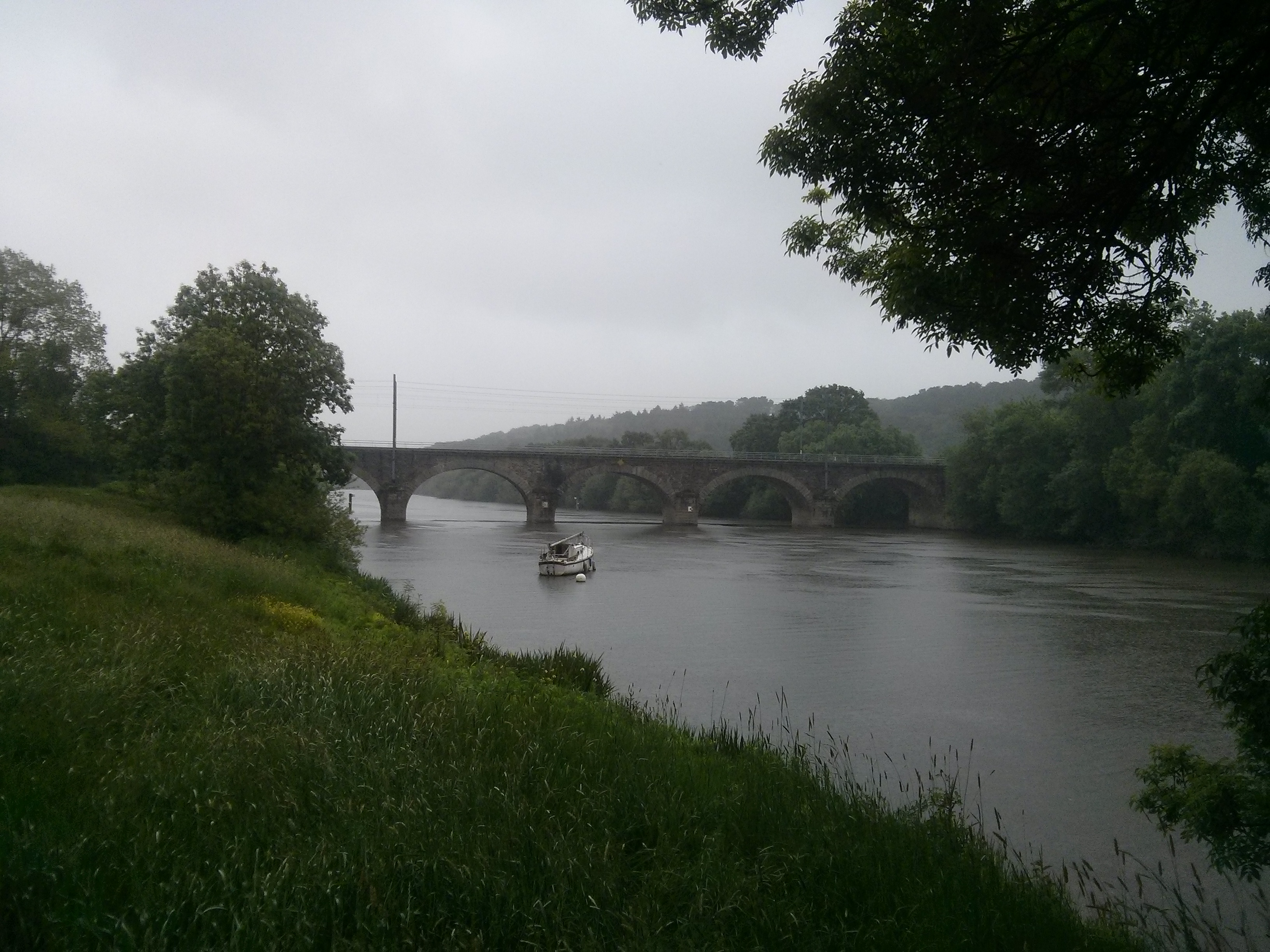
Brücke bei Langon

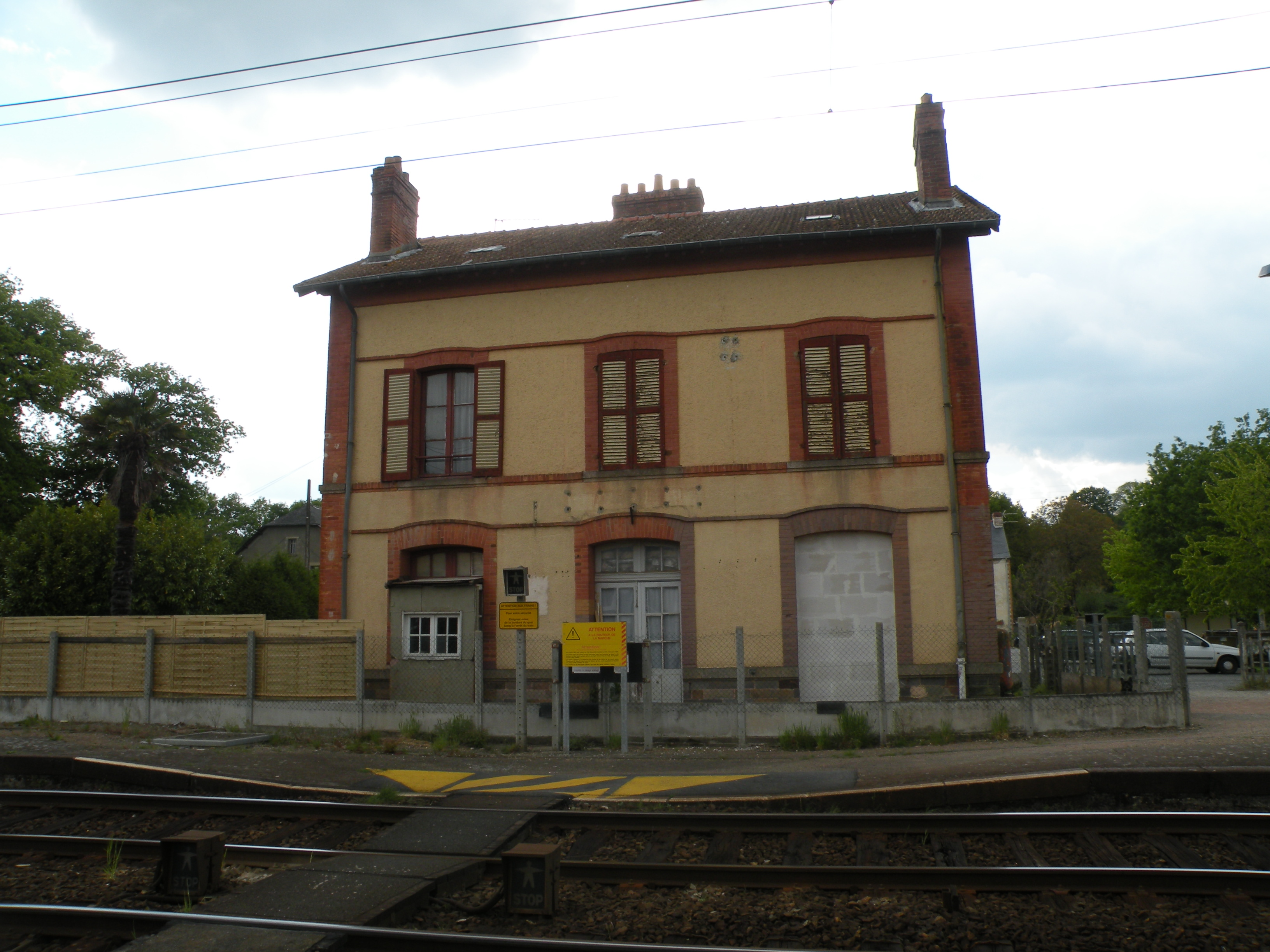
Bahnhof und ehem. Empfangsgebäude Langon

Die Strecke folgt dem Tal der Vilaine und umgeht dabei in Bögen moorige Bereiche; sie quert den Fluss fünfmal. Überwiegend verläuft sie in Ille-et-Vilaine, am südlichen Ende durch Loire-Atlantique. Die Trasse wurde seit der Eröffnung nicht verändert, es wurden jedoch Bahnhöfe hinzugefügt, umbenannt oder geschlossen.
Die Bahnlinie zweigt hinter dem Bahnhof Rennes nach links von der Bahnstrecke Paris–Brest ab und verläuft in ebenem Gelände in südlicher Richtung zwischen den Straßen von Rennes nach Nantes und Redon. Bei Saint-Jacques-de-la-Lande läuft sie zwischen dem Flughafen Rennes und dem PSA-Autofabriken Rennes hindurch; letztere ist ein bedeutender Güterkunde an der Strecke. Es werden der Ortsteil Ker Lann und das Stadtzentrum von Bruz angefahren. Auf dem Viaduc de Pierrefitte wird die Seiche überquert und danach zum ersten Mal die Vilaine. Die Strecke verläuft nun über Laillé und Bourg-des-Comptes am linken Flussufer an der Ortschaft Glanret vorbei, führt durch den Tunnel de la Trotinais und wechselt am Viaduc de Cambrée auf das rechte Flussufer, passiert Pléchâtel und erreicht nach einer Flusswindung Messac (Ille-et-Vilaine). Sie entfernt etwas sich von der Vilaine, führt durch die landes de Cormerée und trifft wieder auf den Fluss. Sie überquert ihn auf dem 104 m langen und 22 m hohen Viaduc de Corbinières; direkt anschließend wird der 630 m lange Tunnel de Corbinières durchfahren und danach Fougeray-Langon erreicht. Mit einer weiteren Querung der Vilaine auf dem Viaduc de Droulin wird das Departement Loire-Atlantique erreicht. Hier werden die Bahnhöfe von Beslé (Ortsteil von Guémené-Penfao) und Massérac bedient sowie der ehemalige Bahnhof Avessac durchfahren. Die Strecke durchquert nun ein ehemaliges Sumpfgebiet, das im Winter häufig überflutet worden war, ein kurzes Stück führt sie hier wieder durch Ille-et-Vilaine. Sie quert den Fluss Don und trifft auf die Gleise aus Richtung Nantes. Kurz vor dem Bahnhof Redon wird die Vilaine ein letztes Mal überquert.

## Bedienung
Die Strecke wird von etwa 80 Zügen pro Tag befahren
Im Personenverkehr verkehrt vor allem der TGV Lille/Paris–Lorient–Quimper und Regionalzüge des TER Bretagne Rennes–Redon–Quimper und Rennes–Nantes, zusätzlich Güterzüge. Die Strecke dient als Umleitung Brest–Paris oder Paris–Nantes, wenn die direkten Verbindungen Le Mans–Rennes oder Le Mans–Nantes unterbrochen sind.